# 我们都是超能力者
《我们都是超能力者》，是若杉公德創作的搞笑類型漫畫作品。2009年於講談社《週刊Young Magazine》33期進行短期連載。2010年34號連載時標題進行變更，同時發售的單行本第1卷也以新標題刊行。
2013年被改編為電視連續劇於東京電視台播出，由園子溫監制，染谷將太主演。2015年被改編成電影，一樣由園子溫監制。

## 劇情簡介
若杉公德繼《重金搖滾雙面人》後全新搞笑漫畫作品，故事描述「年輕的超能力者們在正義與性的憧憬之間隙中苦惱並成長的故事」。故事以日本中部地方的愛知縣豐橋市的東三河地方為背景。

## 登場人物

### 超能力者
- 鸭川嘉郎：原本是大分縣野津町某公立高中的一名普通的高中生，但觉醒了能够听到他人脑中所想内容的能力。通过将食指与中指按在额前来集中注意力，可以听到特定人物的内心所想。暗恋从东京转学来的浅见纱英。
- 平野美由纪：鸭川嘉郎的青梅竹马，与嘉郎同校，漫畫中較後期才與嘉郎相識，常常与不良少年厮混，但实际上很关心嘉郎。觉醒了接受附近的人内心所想的能力，可以与嘉郎以意念交流。
- 浅见纱英：鸭川嘉郎的同班同学，刚从东京的高中转来不久。父亲是研究超能力者的浅见隆宏。认为父亲因沉迷研究导致母亲逝世，又将自己从东京带到乡下，因而厌恶父亲。最终回中发现是万能超能力者。
- 永野辉光：小镇上一家喫茶屋（咖啡店）的店长，与鸭川嘉郎相熟。在自慰时觉醒了超能力，能够以意念移动自己认为和色情有关的物体，相关度越高则念力越大。
- 榎本洋介：學校的篮球队成员，色情狂。在急着回家大便时觉醒了瞬间移动的超能力，可以瞬移到自己想去的地方，但不能携带随身衣物，只能携带紧密附着于体表的二维物体（纸、胶带）或与身体部位完全紧密接触的三维物体（如粪便）。对浅见纱英有妄想。
- 矢部直也：同校学生，觉醒了透视能力，但尚无法自由控制透视的深度，常常透视到他人的内脏。[2]
- 夏目老师：英文课老师，觉醒了能隔空捏住男人睾丸的能力。
- 秋山多香子：浅见教授的助手，同时也是超能力者。因为担心超能力实验的未来而觉醒了预言能力，能够预知到看到自己胸部的人的未来。[2]
- 林老师：公民教育课老师，对女生的臀部抱有异常的兴趣。觉醒的超能力是掌控气流（风），能够掀起女学生的短裙。
- 石崎英雄：在麻将店打工的男青年，超能力是能够通过接触物体感受到物主过去的相关历史
- 二宫サリー：觉醒了爱情控制能力的超能力者。能够让他人认为自己是其眼中的完美恋人形象而爱上自己。受指派来诱惑永野辉光，让其沉迷在爱情中而失去色欲，最终丧失超能力。但最后爱上永野辉光而收手离去。
- 土岐野悠介：占卜师。拥有让他人陷入梦境并操纵他人梦境的能力。

### 研究者
- 浅见隆宏教授：浅见纱英的父亲，长期研究19世纪发生在美国明尼苏达州杜鲁斯市的超能力者事件。由于担心超能力者会对周围乃至世界造成破坏，决定尽早联合超能力者而从东京来到东三河市。

### 三贤人与狗
- ミツル：常常身披黑袍出现在校园内外的神秘少年，拥有催眠他人的超能力。经常在远处注视着鸭川嘉郎。
- 茂木健一郎：日本脑科学专家，永野辉光店里的熟客。
- 西乡隆盛：日本江户时代末期的著名武士、军人、政治家。拥有操控时空的能力。
- 茂木健一郎的狗：觉醒超能力未知，因为生了19只狗崽而登上了当地的报纸。

### 爱知县东三河公立高中
- ユウコ：鸭川嘉郎的同班同学，纱英的好友，常常一起到永野的喫茶屋喝咖啡。
- レナ：鸭川嘉郎的同班同学，纱英的好友，常常一起到永野的喫茶屋喝咖啡。
- 小安（ヤス）：鸭川嘉郎的死党，色情狂，常向嘉郎推荐成人影片和色情杂志。
- 嘉山：和美由纪来往的不良少年，由于在同伴前夸口而总想着和美由纪上床。以肚子痛为名将美由纪骗入情人旅馆，但被尾随的鸭川嘉郎和永野辉光破坏。
- 江崎学长：爱知县东三河公立高中的篮球队成员，非常受校内女生欢迎的人物。曾被拍到疑似拥有超能力的照片，但後来证实是永野辉光展现能力的结果。[2]

### 觉醒超能力的条件
根据浅见教授对19世纪美国明尼苏达州杜鲁斯市发生的超能力觉醒前例的研究，觉醒超能力发生是因为太阳系内天体罕见地形成某类特殊排列，导致某类宇宙辐射照射在地球的特定地区，使得某些人觉醒超能力。觉醒超能力的人必须满足三个条件：
1. 没有性经验。
2. 在遭到宇宙輻射照射时处于性高潮状态（自慰）。
3. 处于某种情意结（Complex）之中。

## 出版書籍
| 集數 | 講談社        | 講談社                 | 東立出版社     | 東立出版社             |
| 集數 | 發售日期      | ISBN                   | 發售日期       | ISBN                   |
| ---- | ------------- | ---------------------- | -------------- | ---------------------- |
| 1    | 2010年7月29日 | ISBN 978-4-06-361916-4 | 2011年12月23日 | ISBN 978-986-10-8297-4 |
| 2    | 2011年11月4日 | ISBN 978-4-06-382088-1 | 2012年9月3日   | ISBN 978-986-10-8961-4 |
| 3    | 2013年4月5日  | ISBN 978-4-06-382285-4 | 2014年3月27日  | ISBN 978-986-33-2668-7 |
| 4    | 2013年7月5日  | ISBN 978-4-06-382322-6 | 2014年6月5日   | ISBN 978-986-33-7034-5 |
| 5    | 2013年10月4日 | ISBN 978-4-06-382362-2 | 2015年2月12日  | ISBN 978-986-33-7671-2 |
| 6    | 2014年2月6日  | ISBN 978-4-06-382403-2 | 2015年6月2日   | ISBN 978-986-34-8485-1 |
| 7    | 2015年8月6日  | ISBN 978-4-06-382648-7 |                |                        |
| 8    | 2015年9月4日  | ISBN 978-4-06-382678-4 |                |                        |

## 電視劇
《我们都是超能力者》，2013年4月12日至7月5日在日本东京电视台「電視劇24」時段播出的連續劇，改編自2009年的同名漫畫，由染谷將太主演。因深夜劇預算有限，拍攝地將原作的大分縣變更為愛知縣東三河，劇中主要人物台詞多以「三河腔」為主。
此劇獲得銀河賞2013年7月的月間賞、第51回銀河賞電視部門獎勵賞。

### 出演列表
- 染谷将太 饰 鸭川嘉郎
- 夏帆 饰 平野美由纪
- 真野惠里菜 饰 浅见纱英
- 北原里英 饰 橘靜香
- 柄本时生 饰 小安（ヤス）
- マキタスポーツ 饰 永野辉光
- 深水元基 饰 榎本洋介
- 安田显 饰 浅见隆宏教授
- 神乐坂惠 饰 秋山多香子（教授助手）
- 中尾明庆 饰 嘉山
- 武田航平 饰 江崎学长
- 伊藤沙莉 饰 ユウコ（纱英的好友）
- 村田唯 饰 レナ（纱英的好友）
- 铃之助 饰 石崎英雄
- 森田彩华 饰 夏目老师
- 矢柴俊博 饰 林老师
- 柾木玲弥 饰 矢部直也
- 筒井真理子 饰 鸭川律子（嘉郎的母亲）
- 伊吉里岡田 饰 嘉郎父亲
- 栗原类 饰 ミツル
- 竹内力 饰 西乡隆盛
- 茂木健一郎 饰 茂木健一郎[2]
- 伊藤麻实子/河井青叶 饰演
二宫サリー/辉光所见的二宫サリー
- 本鄉奏多 飾 土岐野悠介（第9集客串）

### 各集标题
| 集数 | 播出日期       | 标题 | 中文标题                                                     | 编剧            | 导演     |        |
| ---- | -------------- | ---- | ------------------------------------------------------------ | --------------- | -------- | ------ |
| 1    | 4月12日        |      | 為什麼我有超能力？公車站瘋狂大作战！                         | 园子温 田中真一 | 园子温   |        |
| 2    | 4月19日        |      | 听到心里的声音！情人旅馆拯救大作战！                         | 田中真一        | 入江悠   |        |
| 3    | 4月26日        |      | 裸体瞬移术？夺回手机大作战！                                 | 田中真一        | 入江悠   |        |
| 4    | 5月3日         |      | 黑木耳紫葡萄透视扯旗大作战！                                 | 铃木太一        | 铃木太一 |        |
| 5    | 5月10日        |      | 小裤裤党大集合！？母爱感受大作战！                           | 铃木太一        | 铃木太一 |        |
| 6    | 5月24日        |      | 超能力反派爆发？解救被绑的她大作战！                         | 园子温 田中真一 | 园子温   | 园子温 |
| 7    | 5月31日        |      | 禁断的咖啡！？阻止痴女量产大作战！                           | 园子温          | 园子温   | 园子温 |
| 8    | 6月7日         |      | 真實的愛！？被剝奪的工口力量奪回大作战！                     | 田中眞一        | 月川翔   |        |
| 9    | 6月14日        |      | 一百萬次的告白！？覺醒的kiss大作战！                         | 田中眞一        | 月川翔   |        |
| 10   | 6月21日        |      | （最終章·序）戀之罪？早晨咖啡愛與你同在！                    | 園子温          | 園子温   |        |
| 11   | 6月28日        |      | （最終章·破）時代已經到來！善與惡最後一戰...超能力隊解散！？ | 園子温          | 園子温   |        |
| 12   | 7月05日        |      | （最終回·青春之夢）我已經拯救世界！狗狗大作戰？              | 園子温          | 園子温   |        |
| SP   | 2015年04月03日 |      | 我们都是超能力者番外篇 〜超能力者去東京〜                    | 园子温 田中真一 | 园子温   |        |

### 音乐
- 主题曲：《沉默的大多数》（「（Where's） THE SILENT MAJORITY?」），高桥优[4]
- 片尾曲：《夜间飞行》，石崎ひゅーい[5]

## 電影版
同名電影版日本於2015年9月4日上映。香港於2015年11月26日上映，片名為《超能勁處男》；台灣於2015年12月18日上映，片名為《愛愛超能者》。染谷將太主演。原電視劇版飾演「平野美由紀」的夏帆改為由池田依来沙飾演。

### 角色
| 演員       | 角色          | 國語配音 | 備註                                                         |
| ---------- | ------------- | -------- | ------------------------------------------------------------ |
| 染谷將太   | 鴨川嘉郎      | 蔣鐵城   | 東三河高等學校學生。                                         |
| 池田依來沙 | 平野美由紀    |          | 嘉郎的同班同學，擁有讀心術的超能力。                         |
| 真野惠里菜 | 淺見紗英      | 李昀晴   | 嘉郎的同班同學，從東京的高中轉學。                           |
| 槙田雄司   | 永野輝光      | 李世揚   | 飲料店店長，擁有念力移動的超能力。                           |
| 深水元基   | 榎本洋介      | 李世揚   | 擁有瞬間移動的超能力。                                       |
| 柾木玲彌   | 矢部直也      |          | 擁有透視的超能力。                                           |
| 柄本時生   | 小安（ヤス）  |          | 嘉郎的同班同學。                                             |
| 筒井真理子 | 鴨川律子      | 詹雅菁   | 嘉郎的媽媽。                                                 |
| 岡田昇     | 鴨川舌郎      | 李景唐   | 嘉郎的爸爸。                                                 |
| 神樂坂惠   | 秋山多香子    | 詹雅菁   | 淺見隆廣的助理，擁有預知未來的超能力。                       |
| 安田顯     | 淺見隆廣      | 李景唐   | 紗英的父親，在東京的大學研究超能力。                         |
| 高橋瑪莉潤 | 波納雷夫‧愛子 | 鄭郁欣   | 嘉郎的英文老師，擁有記憶控制的超能力，惡勢力的頭目。         |
| 冨手麻妙   | 神谷秋子      | 萬萬     | 牛川輪渡實習船員，女同性戀，擁有複製的超能力。               |
| Sahel Rosa | 茱莉‧巴布科克 | 李昀晴   | 杜魯斯的超能力者，擁有淨化的超能力，能夠清除人的惡意和憎恨。 |
| 今野杏南   | 三井美津子    | 詹雅菁   | 東三河警察署搜查一課刑事。                                   |
| 星名美津紀 | 多惠子        | 鄭郁欣   | 東三河新聞記者。                                             |
| 篠崎愛     | 惠子          |          | 中屋書店店長。                                               |
| 清水藍里   | 靜香          | 萬萬     | 嘉郎的老師。                                                 |
| 星名利華   | 沙耶          | 鄭郁欣   | 桌遊店婆婆的孫女。                                           |
| 板野友美   | 繪理          |          | 小酒館職員。                                                 |
| 秋月三佳   | 優子          | 詹雅菁   |                                                              |
| 志村玲那   | 玲奈          |          |                                                              |

### 制作人员
- 导演：园子温
- 發行：GAGA
- 製作：電影「我们都是超能力者」製作委員会